# M7 (Brusselse metro)
M7 is de benaming voor de metrostellen van de Maatschappij voor het Intercommunaal Vervoer te Brussel (MIVB) die gebruikt worden op het Brusselse metronet. In totaal zijn er 43 exemplaren aangekocht bij de Spaanse rollendmaterieelfabrikant CAF.

## Beschrijving
De M7 is de zevende generatie metrostel die gebruikt wordt op de Brusselse metro. Het uiterlijk van de stellen werd bepaald door een stemming in 2017. Het zilveren design won nipt van het bronzen.
Het voertuig is, net zoals zijn voorganger M6, 94 meter lang. De stellen hebben een breedte van 2,70 meter. De vloerhoogte bedraagt 1,03 meter, even hoog als de perronhoogte waardoor er vlot in- en uitgestapt kan worden. Dit wordt eveneens vergemakkelijkt door achttien dubbele deuren met een openingsbreedte van 1,60 meter. Dit is een verbetering in vergelijking met de M6, die een vloerhoogte heeft van 1,05 meter en een openingsbreedte van 1,45 meter. In de zes compartimenten is er plaats voor 742 personen. Er zijn ook vier polyvalente ruimtes voorzien voor mensen met een beperkte mobiliteit. De deuren openen automatisch.
De M7 is voorzien voor de ombouw naar een automatische metro. Zo kunnen bijvoorbeeld de twee enkele deuren die leiden naar de stuurposten verwijderd worden. De capaciteit stijgt dan tot 758 personen. Ook komen er dan aan de uiteinden van de stellen twee nieuwe polyvalente ruimtes.

## Levering en test
In juli 2020 ontving MIVB het eerste metrostel. De eerste tests gingen door in augustus 2020 in de stelplaats. Vanaf september 2020 vonden er ook tests plaats op het net. Tegen eind 2022 moeten de eerste 22 stellen geleverd zijn.

## Ingebruikname
Op 8 juli 2021 werden de eerste ritten met passagiers uitgevoerd.
Met de ingebruikname van de M7 kan de capaciteit op lijnen 1 en 5 verhogen van 24 naar 30 doorkomsten per uur in de spitsuren. Ook lijnen 2 en 6 hebben baat bij het gebruik van de M7. De frequentie wordt daar verhoogd tot 24 doorkomsten per uur door een verschuiving van ouder materiaal.
De M7 zal ook gebruikt worden op de toekomstige metrolijn 3.

## Foto's

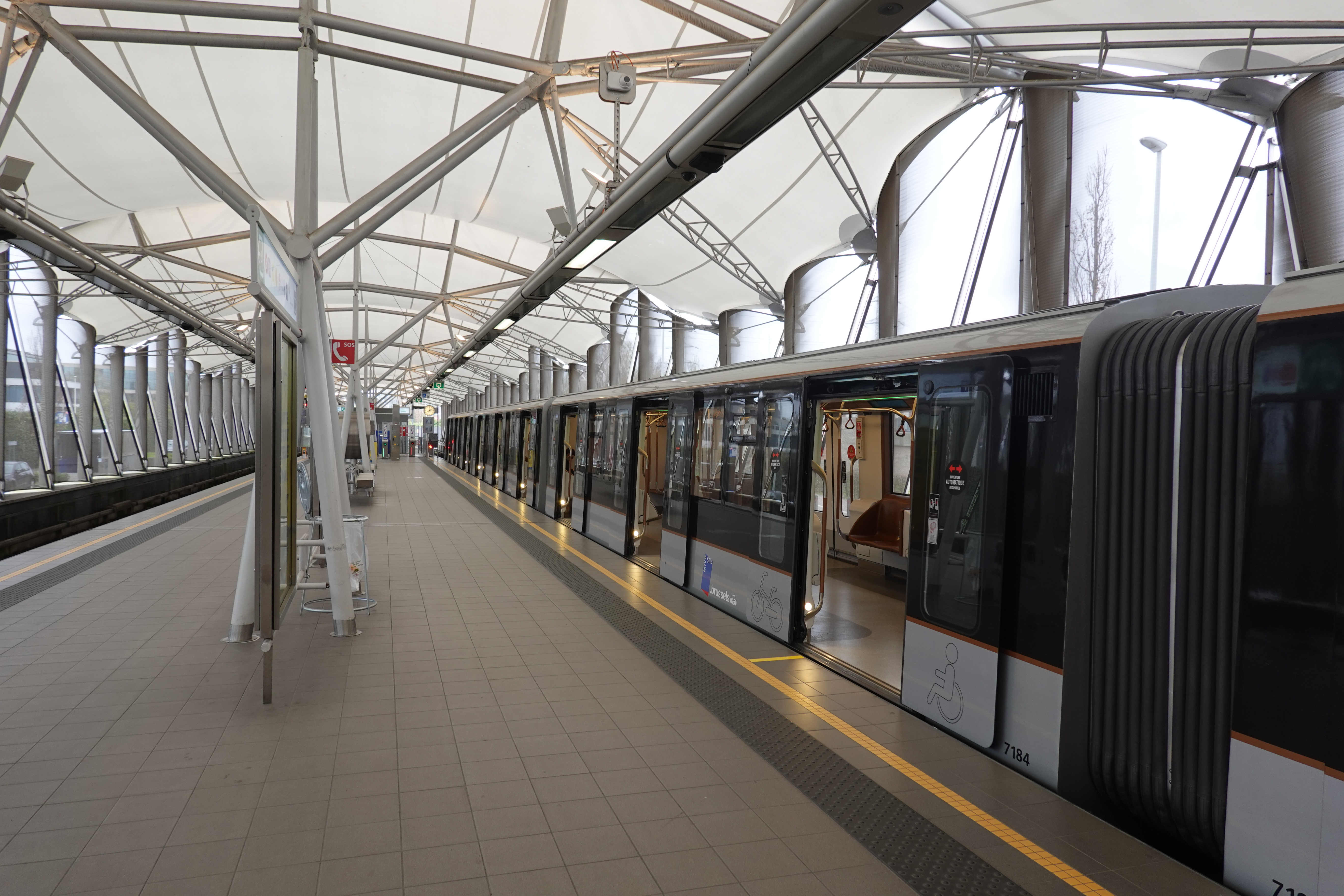
Een M7 in metrostation Erasmus
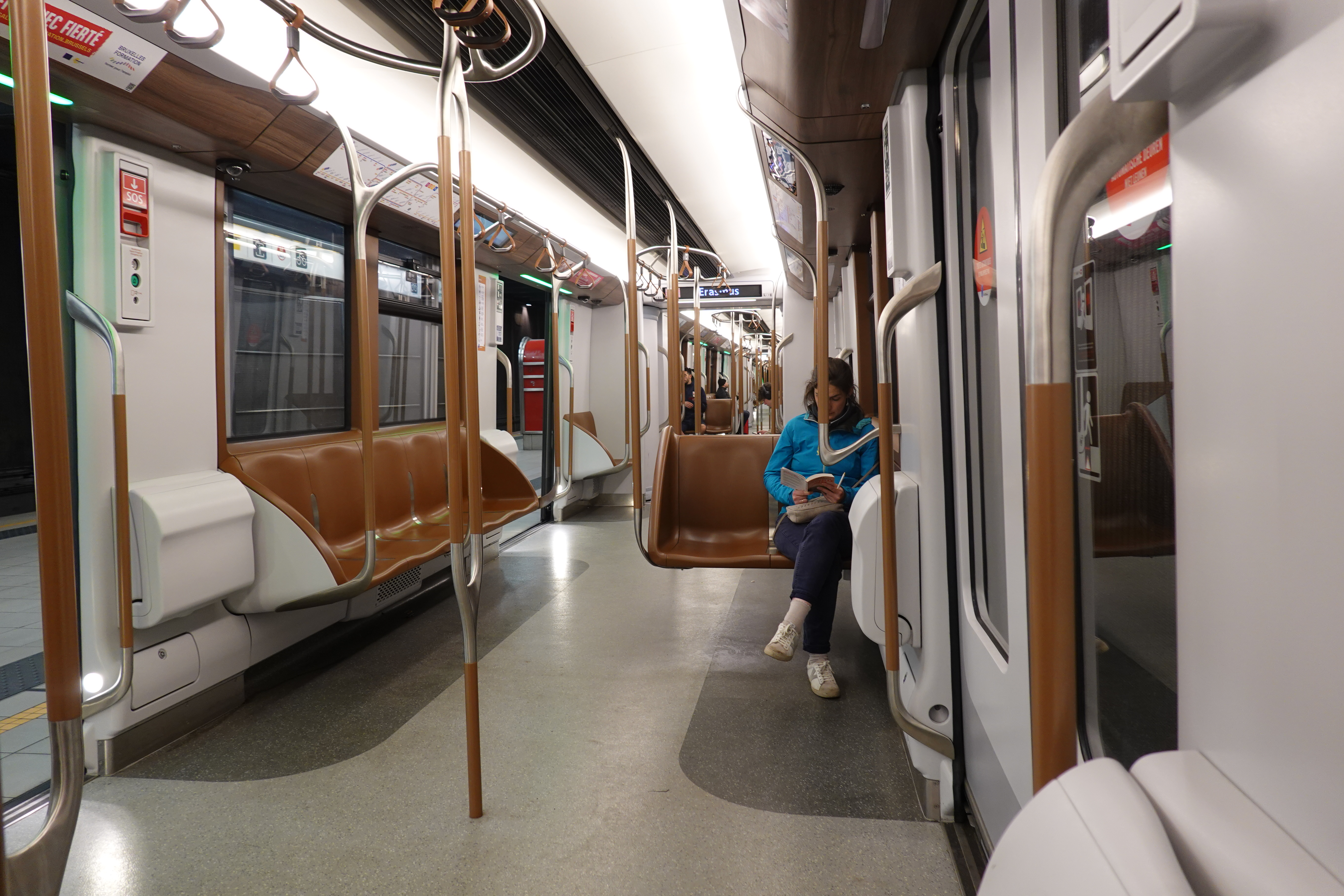
Het interieur van een M7